# Шенкірхен
Шенкірхен (нім. Schönkirchen) — сільська громада в Німеччині, розташована в землі Шлезвіг-Гольштейн. Входить до складу району Плен. Складова частина об'єднання громад Шрефенборн.
Площа — 16,02 км2. Населення становить 6819 ос. (станом на 31 грудня 2020).

## Галерея

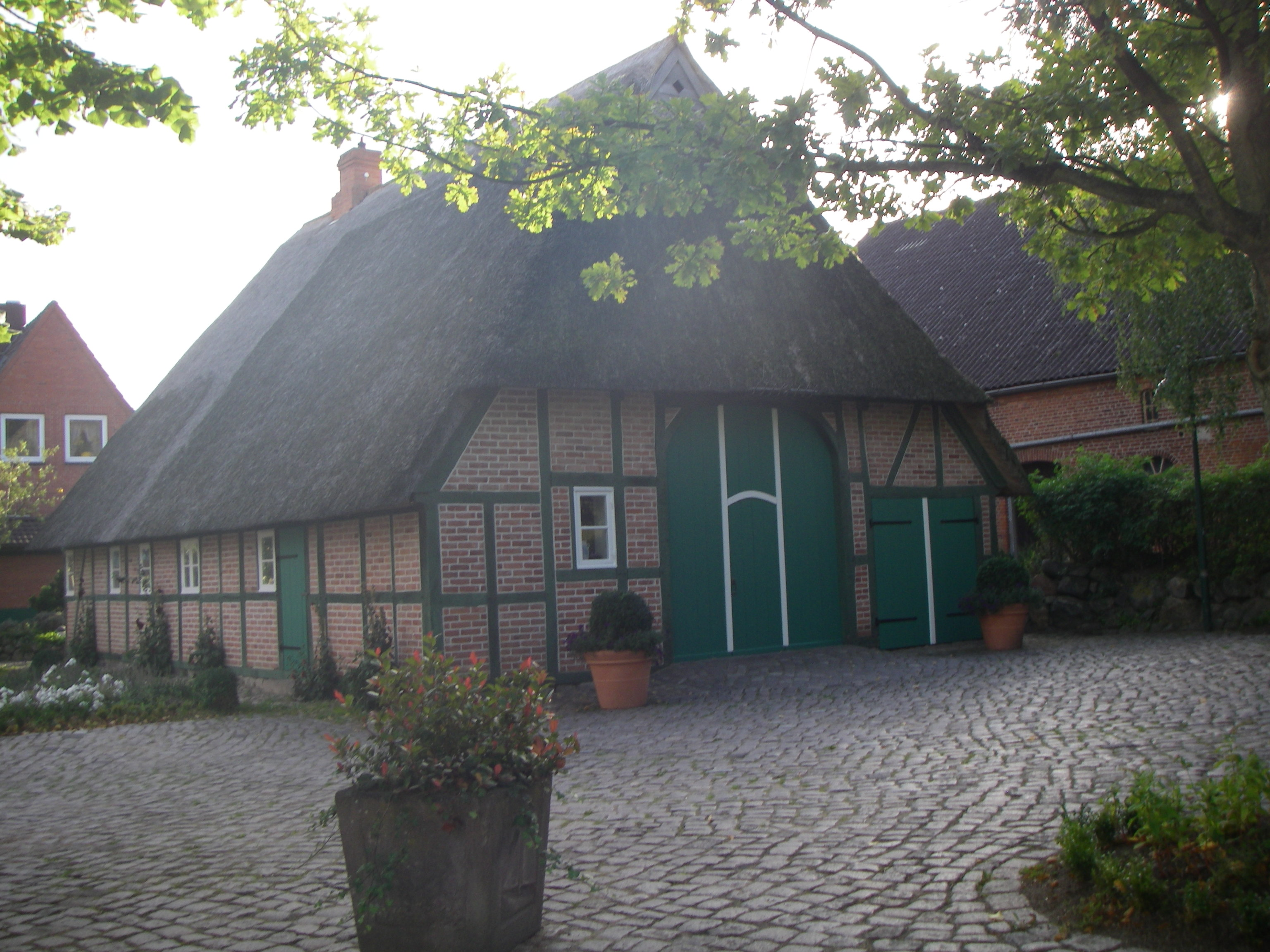
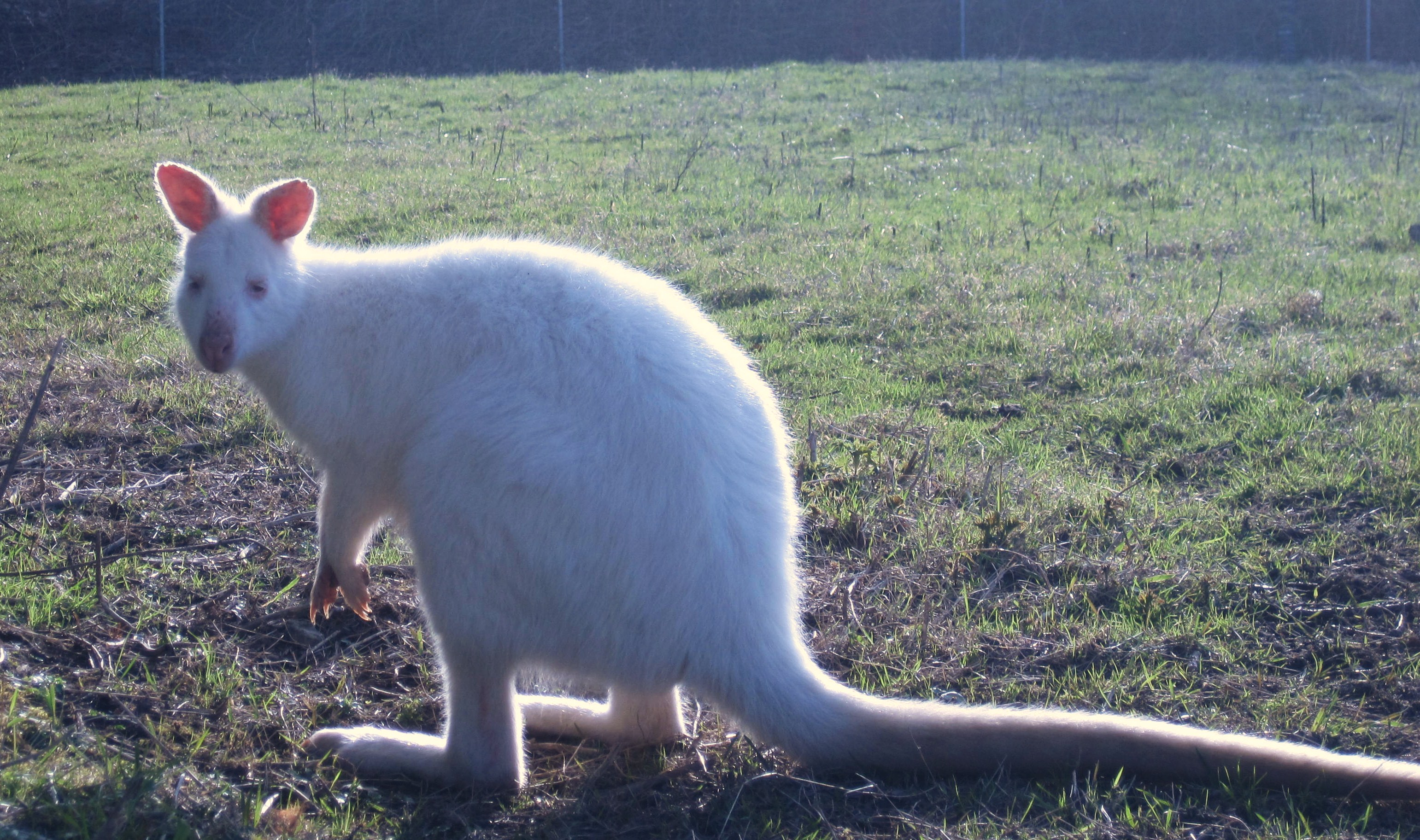